# Cerapachys lamborni
Cerapachys lamborni är en myrart som beskrevs av W. C. Crawley 1923. Cerapachys lamborni ingår i släktet Cerapachys och familjen myror. Inga underarter finns listade i Catalogue of Life.

## Bildgalleri

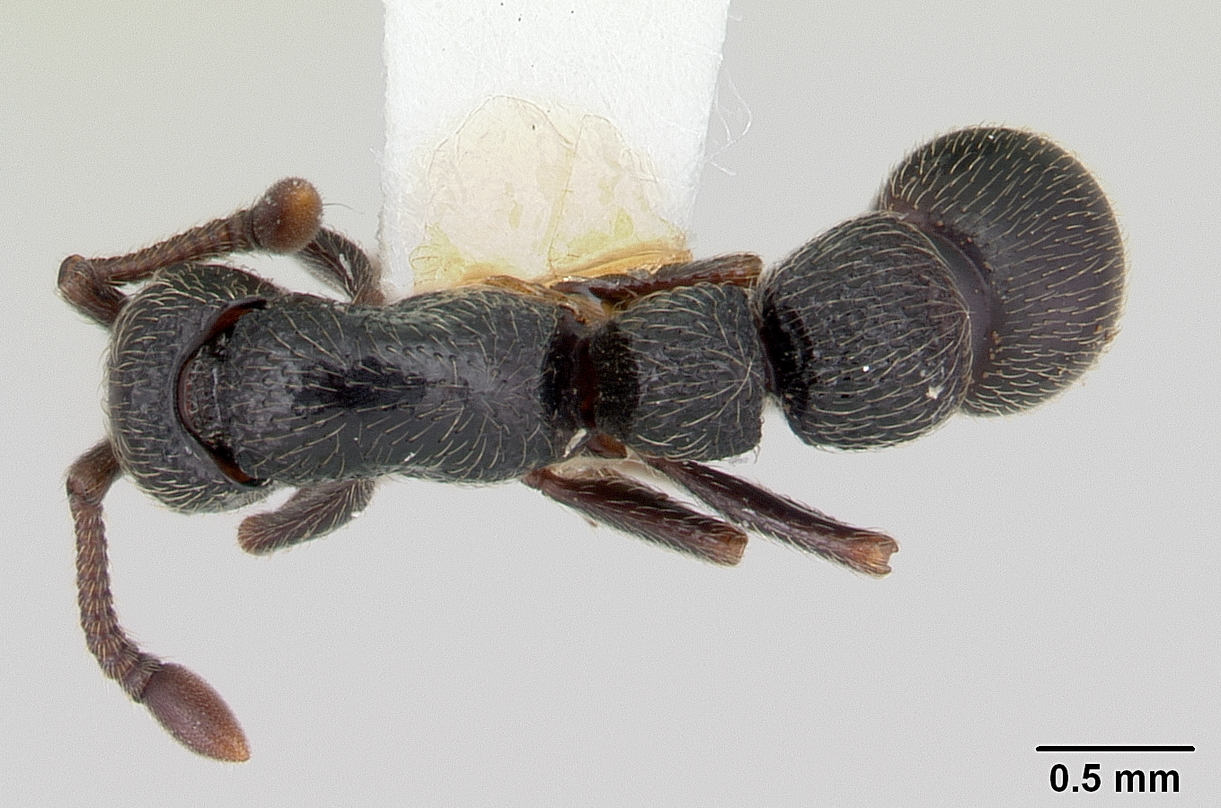
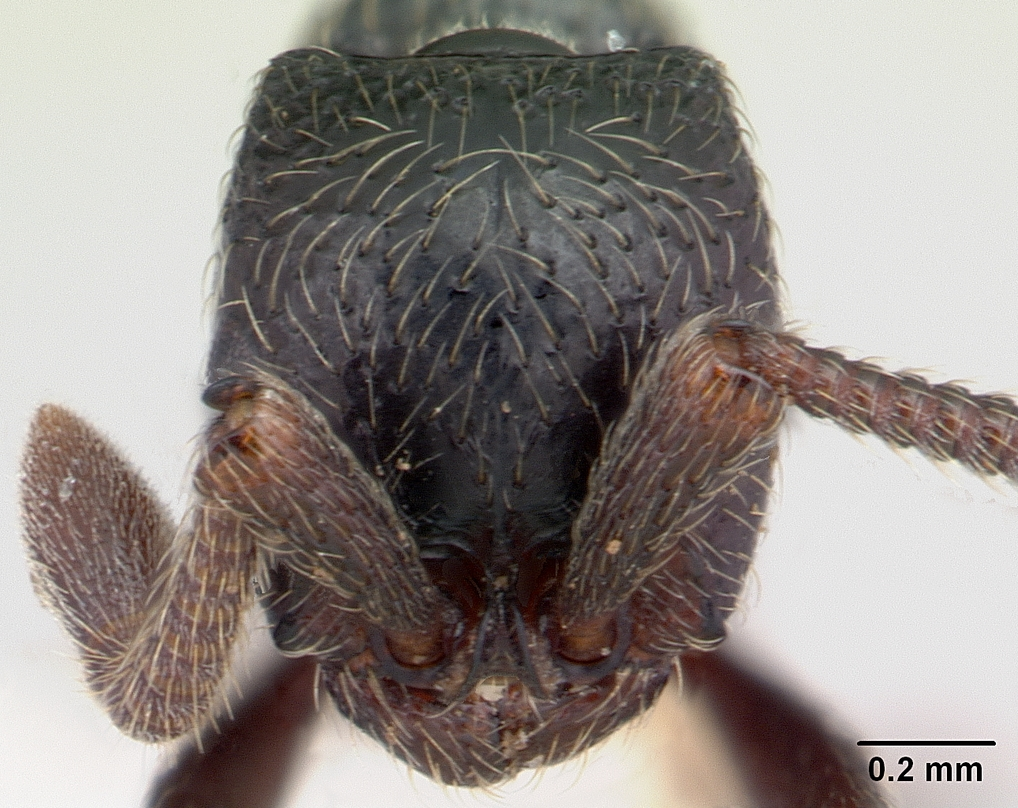
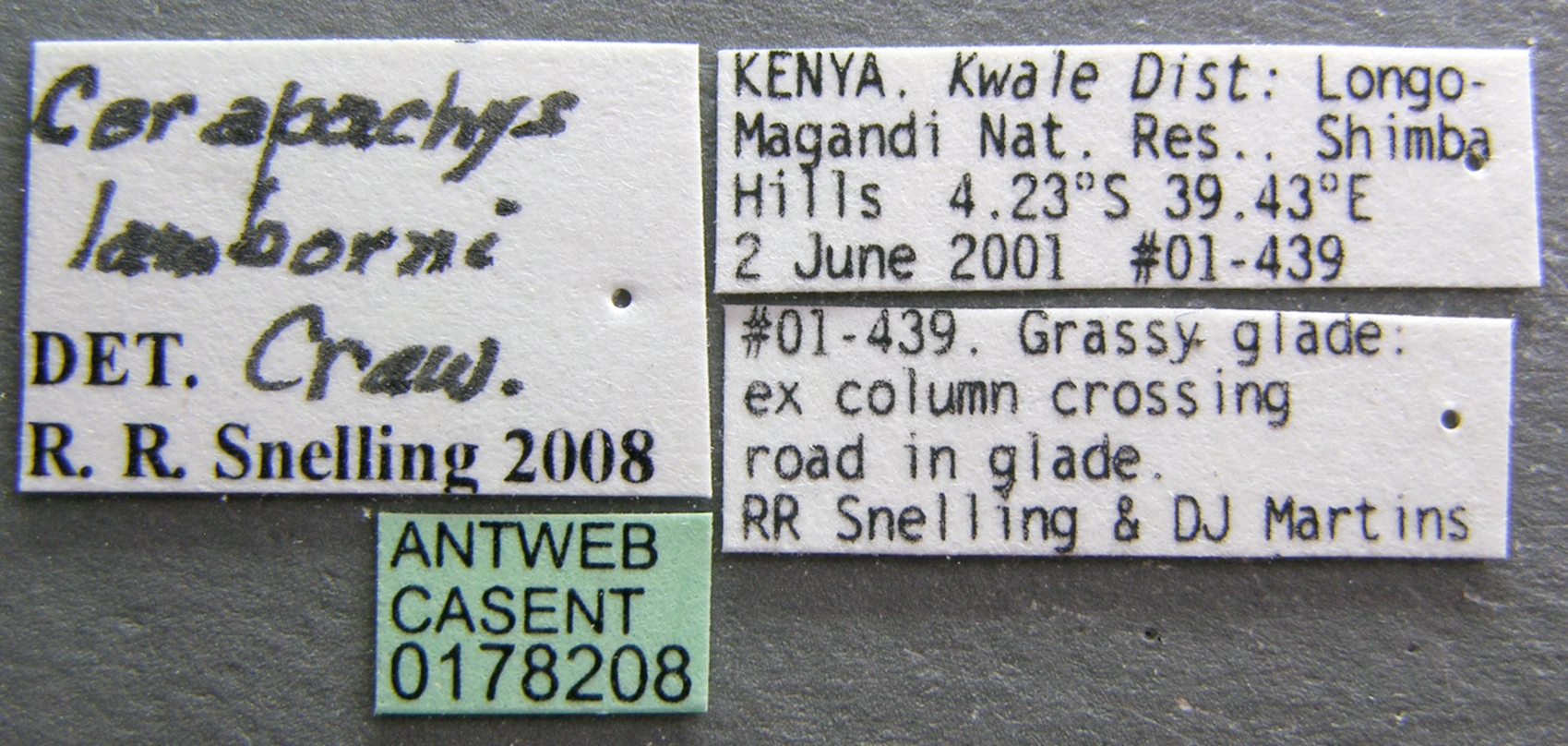
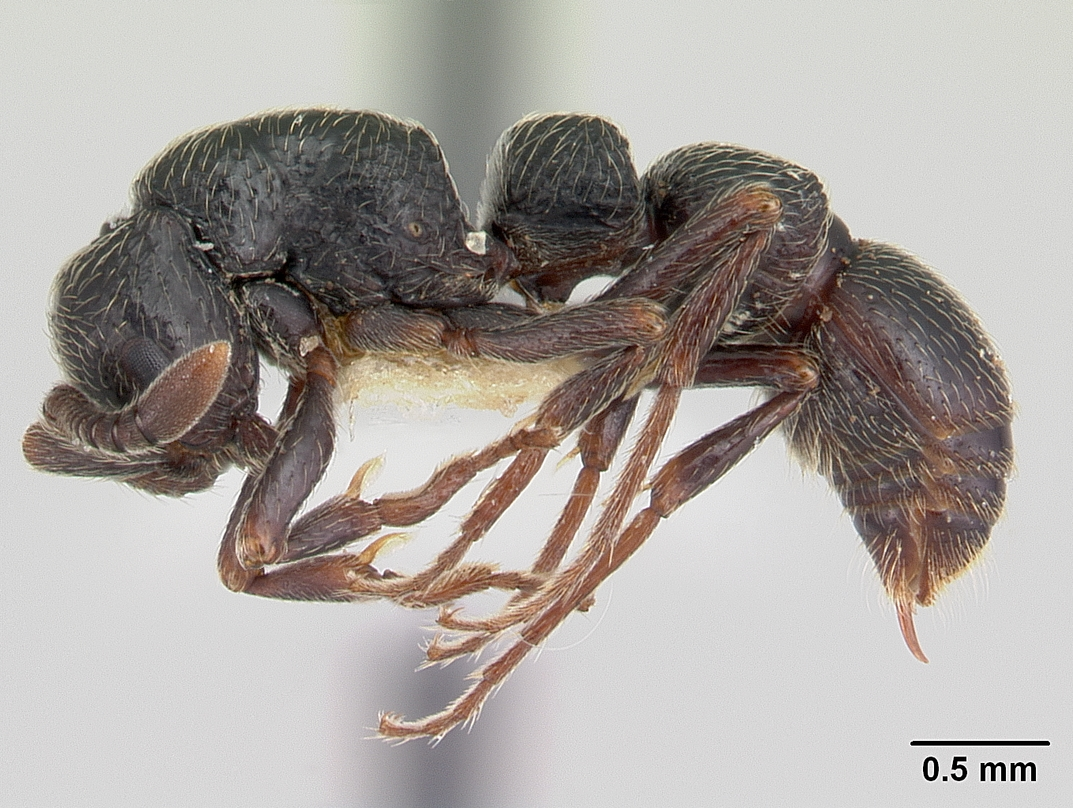
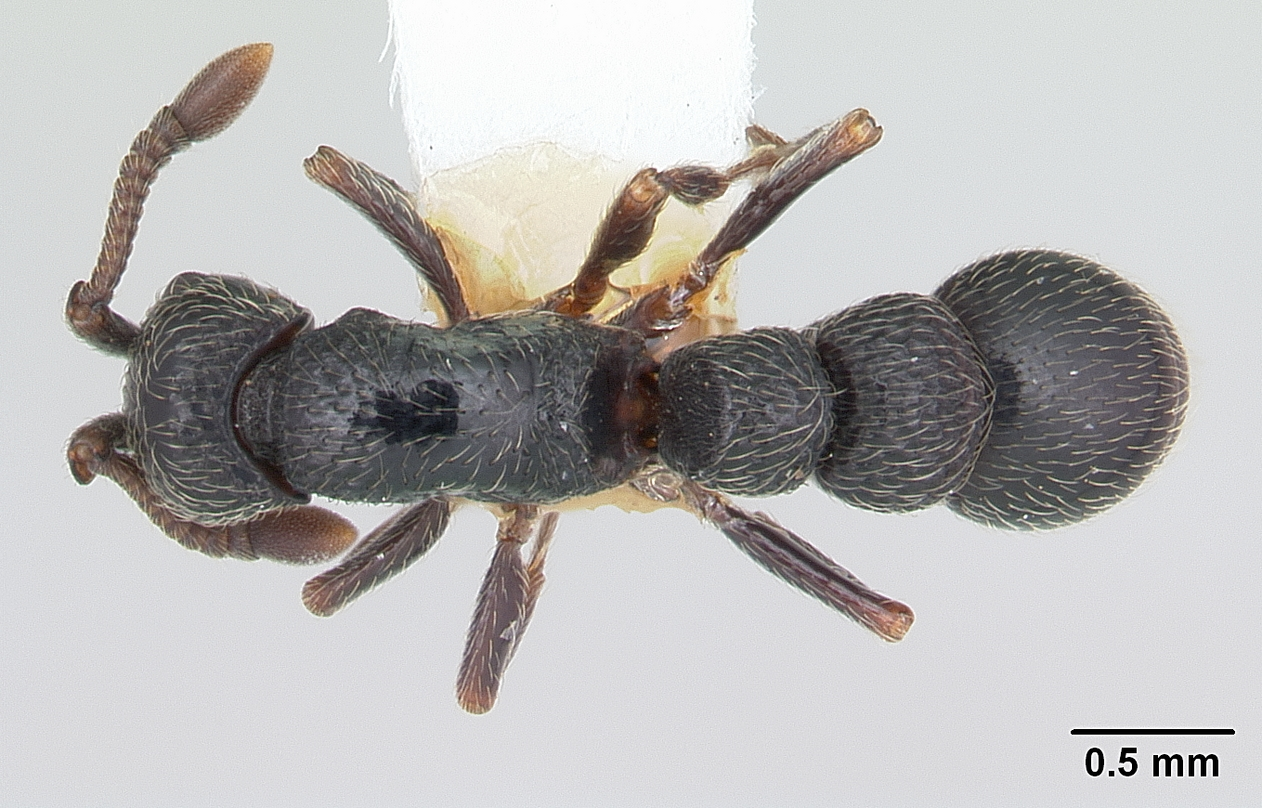
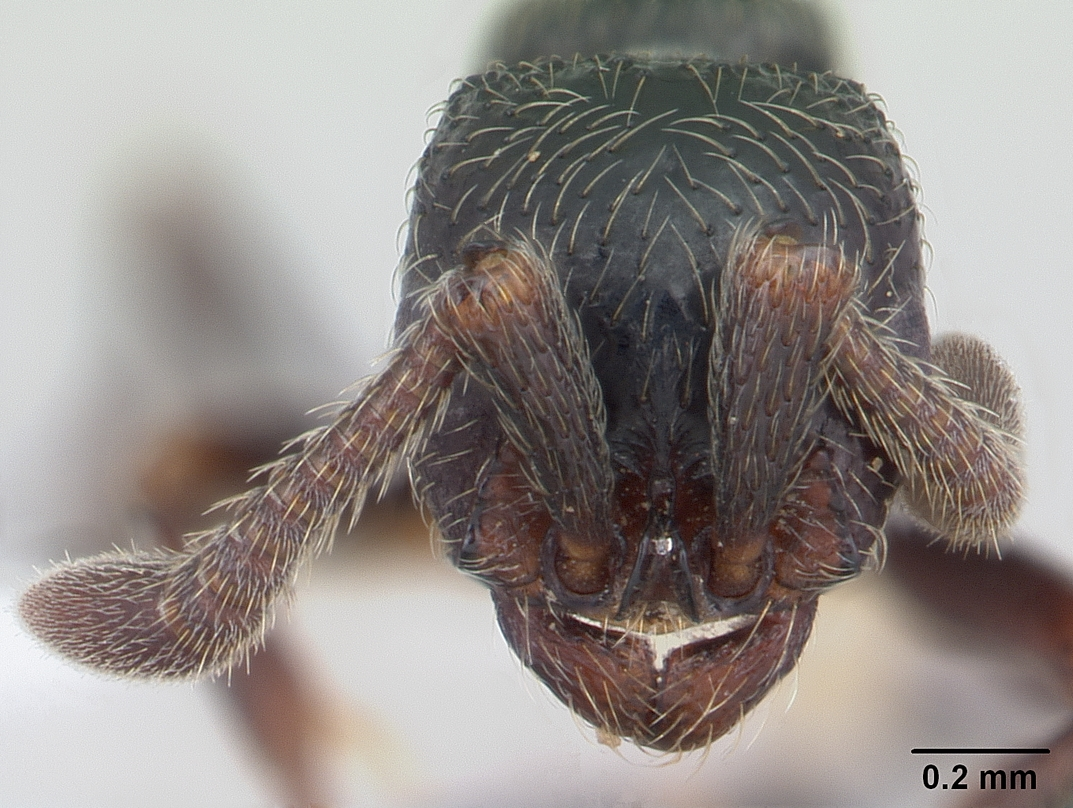